# Bergantín-goleta

Aparato esquemático de un bergantín-goleta de tres palos.

En náutica, el bergantín goleta es una embarcación a vela, hecha de madera, de dos o más palos. Como su nombre indica, es parte bergantín y parte goleta. De dos palos (ing. Schooner brig), de más palos (ing. Barquentine, Schooner barque).
La parte de bergantín: el trinquete (primer palo) formado por tres piezas (mástil, mastelero, mastelerillo) esta aparejado con velas cuadras.
La parte de goleta: el palo principal, mecena, etc (segundo, tercero, etc. palo) formados por dos piezas (mástil, mastelero) están aparejados cada uno con una vela cangreja y sobre esta, una vela escandalosa.
Además, tiene velas triangulares sostenidas por estay (cable): a proa (en frente) lleva foques y entre los palos lleva velas de estay.

## Diferencia
| Embarcación | Palo mayor | Palito (1) | Vela     | Vela        | Vela           | Vela   |
| Embarcación | Piezas     | Piezas     | Cangreja | Escandalosa | Cuadra         | Latina |
| --- | ---------- | ---------- | -------- | ----------- | -------------- | ------ |
| Bergantín-goleta de dos palos | 2          |            | 1        | 1           |                |        |
| Bregantin | 2 o 3      |            | 1        |             | Arriba 1 o más |        |
| Bergantín redondo (Bergantín) | 3          |            | 1        |             | A lo largo     |        |
| Bergantín-corbeta (Esnón) | 3          | 1          | 1        |             | A lo largo     |        |
| Bergantín-polacra (Bergantín de palo tiple) | 1          |            |          |             |                | 1      |
| (1) Este palito esta atrás y junto al palo mayor. No se cuenta como palo, pues es como accesorio solo para la vela cangreja. Aunque en el pasado se consideró el Esnón como embarcación de 3 palos. |            |            |          |             |                |        |

## Algunos bergantines-goleta
- Juan Sebastián Elcano (A-71)[1]
- Buque Escuela Esmeralda (BE-43)

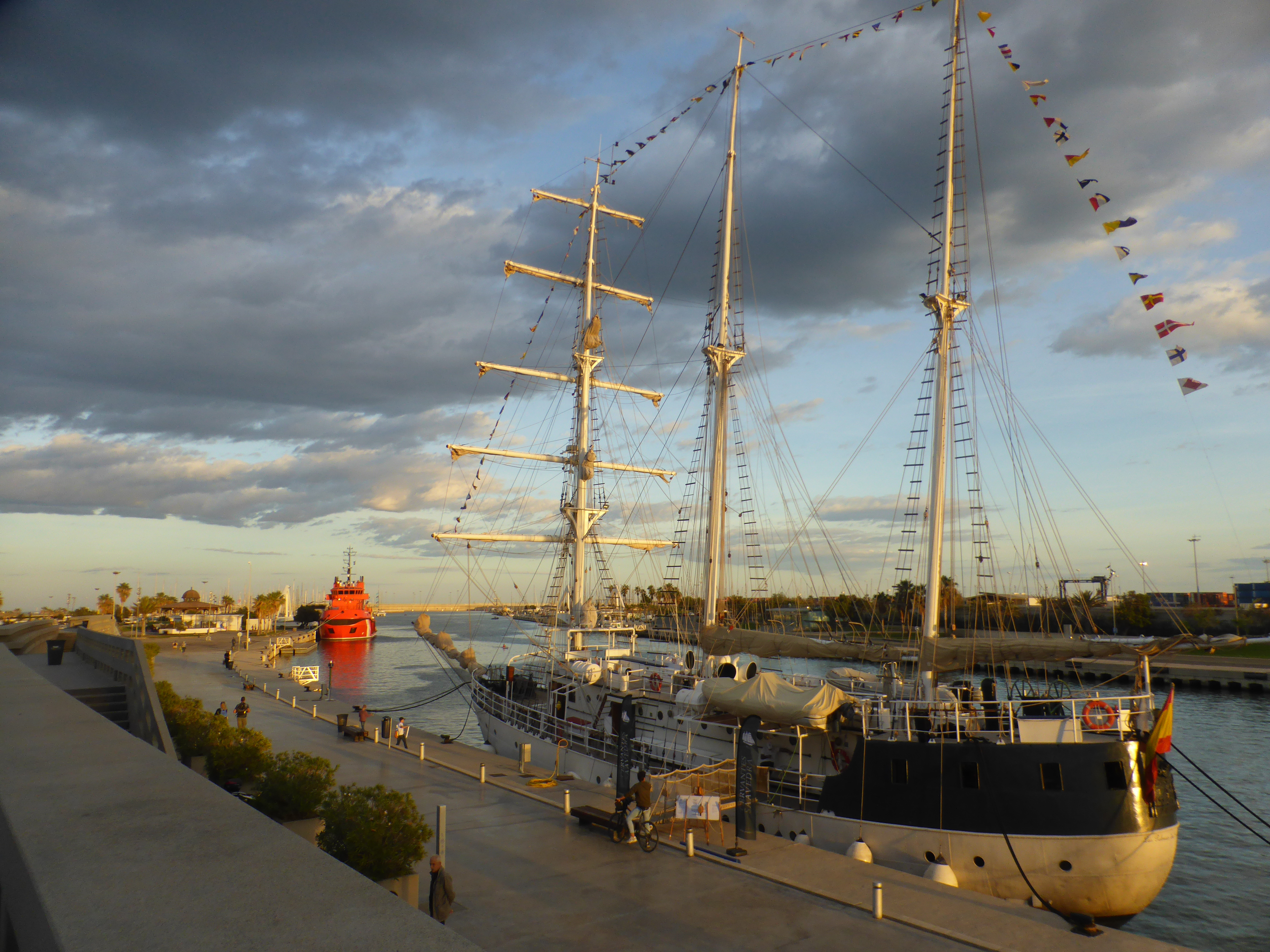
Bergantín-goleta Cervantes Saavedra, atracado en el puerto de Valencia.

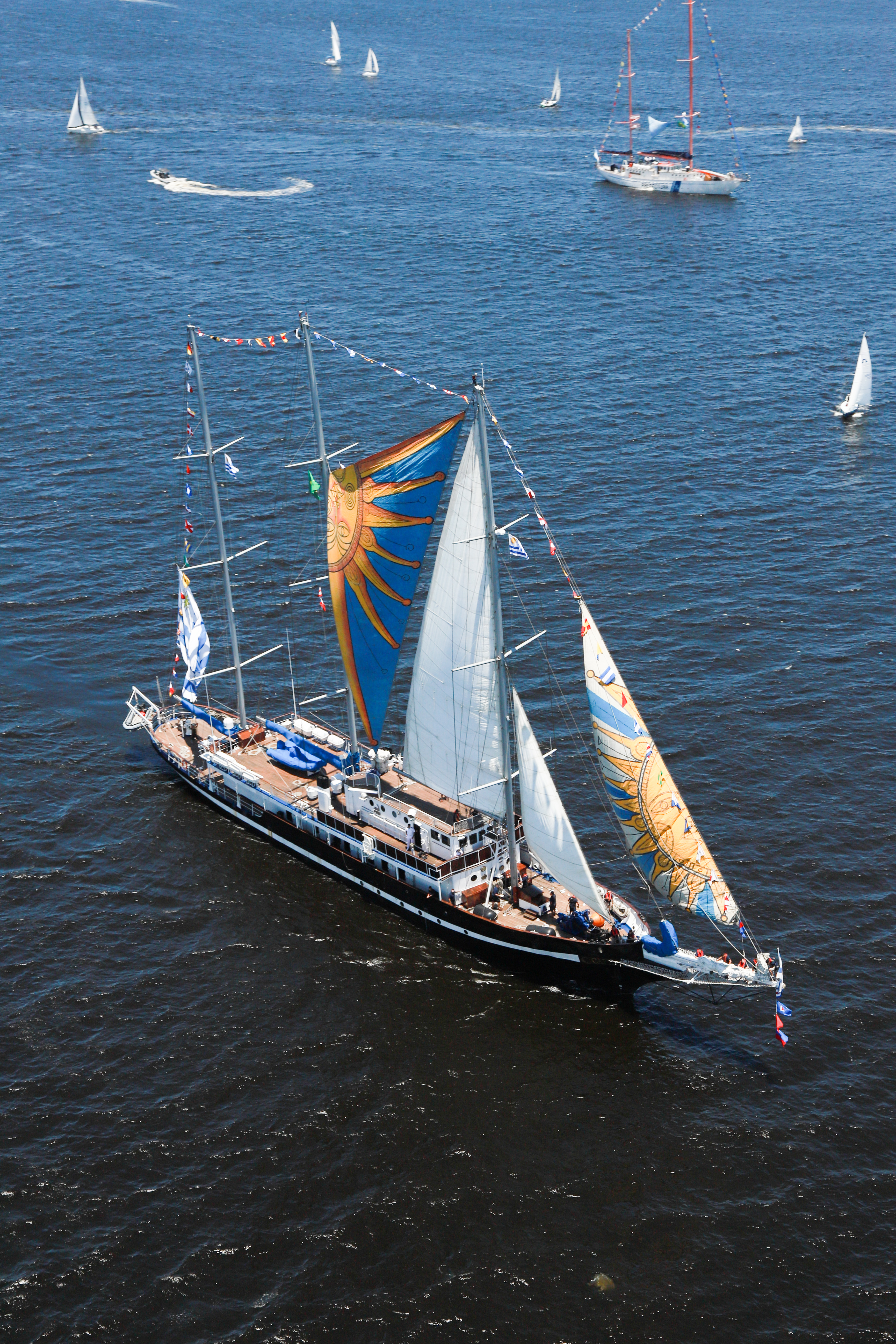
ROU Capitán Miranda

- Sant Mus  (Desplazaba 1224 toneladas. botado en 1919 en Palma de Mallorca). Rebautizado "Baleares" al final de la guerra civil.
- Bergantín-goleta Cervantes Saavedra, anteriormente llamado Amorina. Construido en 1934 como buque faro, en Suecia.
- Virgen de Covadonga. Cañonera comisionada por la Real Armada y posteriormente por la Armada de Chile entre 1858 y 1881.
- Buque Escuela Capitán Miranda

## Véase también

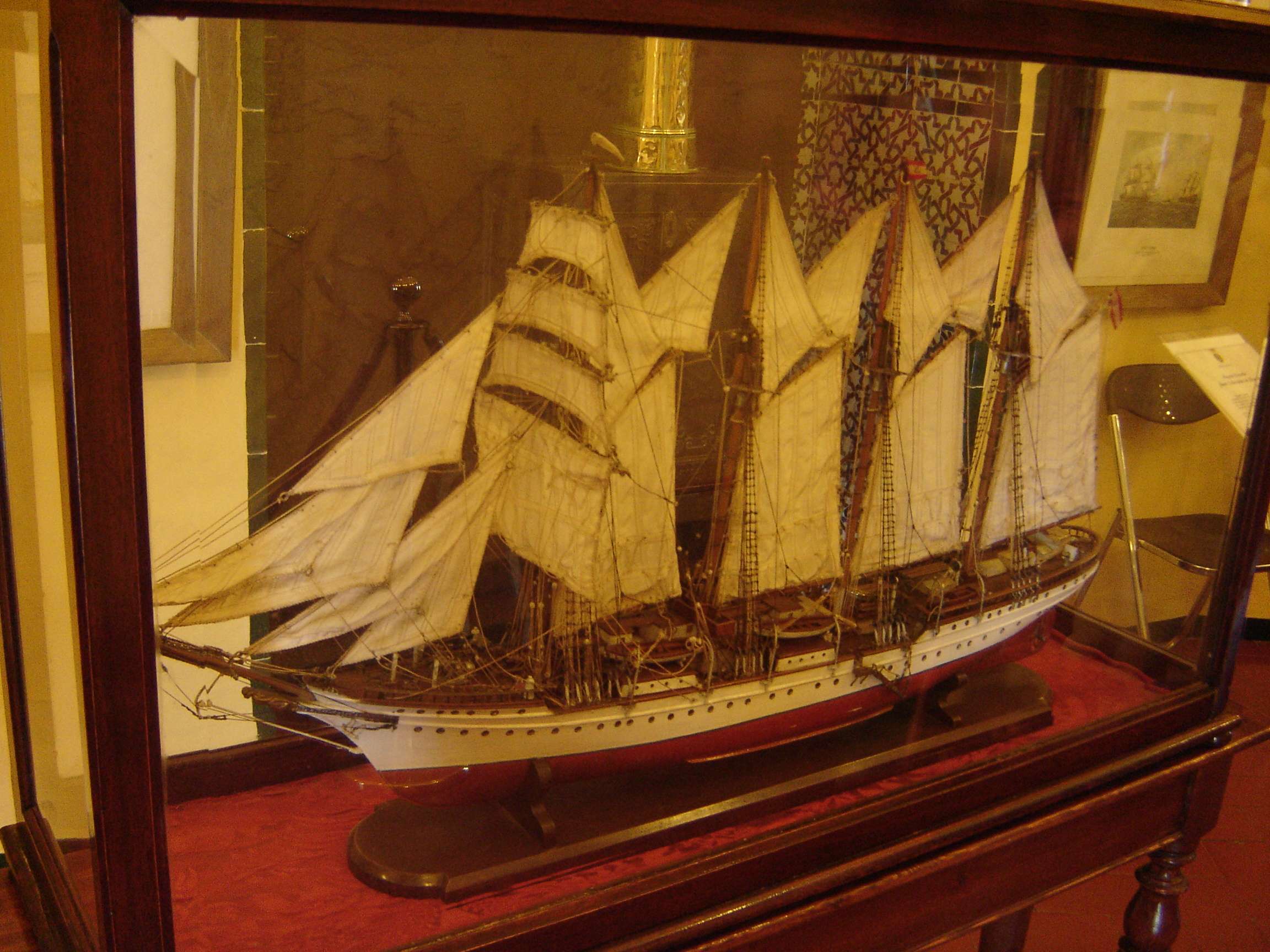
Maqueta del Juan Sebastián Elcano.

## Nota
1. ↑  Manuel Medina González (30 de noviembre de 2005). La Conquista de la Vida. PLAZA Y JANES. pp. 213-. ISBN 9788401379253. Consultado el 17 de mayo de 2011.

- Wikimedia Commons alberga una categoría multimedia sobre Bergantín-goleta.